# Nachal Kecach
Nachal Kecach (hebrejsky: נחל קצח) je vádí v Dolní Galileji, v severním Izraeli.
Začíná v nadmořské výšce přes 500 metrů v masivu Har Kamon, poblíž západní části vesnice Kamane. Směřuje pak rychle se zahlubujícím odlesněným údolím k jihu, kde na úpatí Har Kamon míjí z východu vesnici Ma'ale Cvija a vstupuje do okrajové části rovinatého údolí Bik'at Sachnin. Uhýbá ale podél severního úbočí vrchu Har Chilazon k východu a severně od vesnice Lotem ústí zprava do vádí Nachal Kamon, které pak jeho vody odvádí do Nachal Calmon, Galilejského jezera a Mrtvého moře. Vodopisně se tak Nachal Kecach vymyká ostatním tokům v prostoru Bik'at Sachnin, které náležejí do povodí Nachal Chilazon (Středozemního moře).